# Эренфельс, Христиан
Христиан фон Эренфельс (нем. Christian von Ehrenfels (Maria Christian Julius Leopold Freiherr von Ehrenfels), 20 июня 1859 года, Родаун (в настоящее время входит в черту Вены), Австрия — 8 сентября 1932, Лихтенау-им-Вальдфиртель) — австрийский философ и психолог, ученик Франца Брентано, представитель Австрийской школы. 
В психологии наиболее известен своей работой «О гештальт-качествах» 1890, в которой он ввел понятие «гештальт-качество» и поставил проблему целостности восприятия.
Эренфельсу посвящена почтовая марка Австрии (1984, 3,5 шиллинга).

## Биография
Христиан фон Эренфельс родился 20 июня 1859 года в Родауне под Веной и вырос в замке своего отца Брунн-ам-Вальде в Нижней Австрии. Он поступил в среднюю школу в Кремсе и сначала учился в Высшей школе боденкультуры в Вене, а затем перешёл в Венский университет.
Там он изучал философию, был учеником Франца Брентано и Алексиуса Мейнонга. С 1896 по 1929 год он был профессором философии в немецком университете Праги. Его лекциями интересовались, в частности, Макс Брод, Франц Кафка и Феликс Велч.
Статья Эренфельса «Über Gestaltqualitäten», опубликованная в Vierteljahrsschrift für wissenschaftliche Philosophie, xiv (1890; «Ежеквартальный журнал научной философии»), стала отправной точкой гештальтпсихологии. Он использовал термин гештальт для обозначения сложных данных, для восприятия которых требуется нечто большее, чем непосредственный чувственный опыт. Например, непосредственного чувственного восприятия звука недостаточно, чтобы обозначить мелодию для слушателя. Воспоминание, а иногда и другие компоненты также необходимы для восприятия. Все компоненты, взятые вместе, образуют гештальт или целую структуру. 

## Сочинения
- Philosophischen Schriften. W., 1882;
- System der Werttheorie. 2 Bd.,1898-1897;
- Grundbegriffe der Ehtik. 1907;
- Sexualethik. Wiesbaden, 1907;
- Die Religion der Zukunft. 1928.